# Elio Providenti
Elio Providenti (Roma, 1º gennaio 1929) è un bibliotecario, scrittore e storico italiano, noto per i suoi studi su Luigi Pirandello e per il suo lavoro di ordinamento e pubblicazione dell'epistolario familiare giovanile del drammaturgo agrigentino.

## Biografia
Allievo di Natalino Sapegno, si laurea all'Università di Roma nel 1954 con una tesi su "L'interpretazione crociana del De Sanctis".
È bibliotecario dal 1958 al 1963 alla Biblioteca provinciale di Roma, istituita nel 1925 da Giuseppe Ceccarelli (Ceccarius) e dedicata alla documentazione bibliografica sulla provincia romana e sul Lazio.
Collabora alla rivista Rassegna del Lazio, dove pubblica un primo studio sul tardo-cinquecentesco palazzo Valentini, sede della Provincia.
Dal 1964 nominato per concorso consigliere negli uffici della Presidenza della Repubblica, assume dal 1980 la direzione del servizio Biblioteca, Archivi e Documentazione. Promuove nel 1983 (presidenza Pertini) il versamento all'Archivio centrale dello Stato del grande fondo del Ministero della Real Casa e poi (presidenza Cossiga), avvia la sistemazione dei depositi archivistici del periodo repubblicano (dal 1946 ai giorni nostri), per i quali Franco Borsi
progetta una struttura su tre livelli nell'area delle tardo-ottocentesche scuderie sabaude. Dà avvio a una collana di Quaderni di documentazione, di cui dal 1989 al 1993 cura l'uscita di cinque volumi.
Lascia l'incarico nel 1993 ricevendo dal presidente Scalfaro il titolo di Cavaliere di gran croce
I suoi interessi storico-letterari lo hanno portato a dedicare una costante attenzione alle ricerche negli archivi, nelle biblioteche e all'esplorazione dell'inedito, con ritrovamento di carte e di corrispondenze di Luigi Pirandello, Luigi Capuana, Alberto Cantoni, Luigi Antonio Villari, Benedetto Croce.
È lo scopritore e l'ordinatore dell'Epistolario familiare giovanile (1886-1898) di Pirandello, che ha pubblicato in tre volumi fittamente annotati e accompagnati da ampie introduzioni dedicate al Risorgimento familiare e agli anni della formazione dello scrittore.

## Opere
Libri
- Elio Providenti e S. Zappulla Muscarà, Archeologie pirandelliane, G. Maimone, Catania, 1990.
- Quirinale tra arte e storia, Bulzoni, Roma, 1991.
- Pirandello impolitico. Dal radicalismo al fascismo, Salerno Editrice, Roma, 2000.
- Colloqui con Pirandello, Polistampa, Firenze, 2005.
- Nuove Archeologie. Pirandello e altri scritti, Polistampa, Firenze, 2009.

Curatele
- Luigi Pirandello, Lettere giovanili da Palermo e da Roma (1886-1889), Bulzoni, Roma, 1994.
- Luigi Pirandello, Lettere da Bonn (1889-1891), Bulzoni, Roma, 1984.
- Luigi Pirandello, Lettere della formazione (1891-1898), con appendice di lettere sparse 1899-1919, Bulzoni, Roma, 1996.
- Luigi Pirandello, Epistolario familiare giovanile, Quaderni della Nuova Antologia, XXVI”, Le Monnier, Firenze, 1986.

Altre in volume o in rivista:
- Il Servizio Biblioteca e Documentazione [articolo non firmato], in Segretariato Generale della Presidenza della Repubblica. Relazione sull’attività dei servizi e degli uffici dal 9 luglio 1978 all’8 luglio 1985 [settennato Pertini]. Soc. tip. Monteverde, Roma, 1985, p. 271-91 (edizione fuori commercio).
- Lettere di Capuana a Luigi Antonio Villari, in “Nuovi Annali della Facoltà di Magistero dell’Università di Messina”, VIII-X, ed. Herder, Roma, 1992, p. 171-82.
- Gli originali della nostra Costituzione, in Nuova Antologia, Firenze, CXXVII, n. 2182 (apr.- giu. 1992), p. 171-82.
- Lettere di Luigi Pirandello a Pietro Mastri (1900-1903), in Nuova Antologia, Firenze, CXXIX, n. 2189 (genn.-mar. 1994), p. 231-54.2
- Pietro Silva, la Corte e Mussolini, in “Quaderni di storia”, Bari, XX, n. 39 (genn.-giu. 1994), p.95-126.
- Una lettera d’amore di Jenny Schulz Lander a Luigi Pirandello, in Nuova Antologia, Firenze, CXXX, n. 2196 (ott.-dic.1995), p.288-296.
- Gli archivi del Ministero della real casa e il "fondo cimeli", in “Quaderni di storia”, Bari, XXI, n. 42 (lugl.-dic. 1995), p. 131-180.
- Il problema della formazione, in Le fonti di Pirandello. Atti del Convegno internaz. svoltosi a Toronto dal 21 al 23 ottobre 1994, a c. di A. Alessio e G. Sanguinetti Katz. Palumbo ed., Palermo 1996, p. 9-20.
- Colloqui con Pirandello, in Heitere Mimesis, Festschrift für Willi Hirdt zum 65. Geburtstag, Herausgegeben von B. Tappert und W. Jung. A. Francke Verl., Tübingen und Basel, 2003, p. 231-54.
- Alberto Cantoni e gli editori Barbèra, in Nuova Antologia, Firenze, CXLII, n. 2242 (apr.-giu.2007), p.233-259.
- Due lettere di Luigi Pirandello da Bonn a Gaetano Di Giovanni (1890), in "Pirandelliana", Pisa-Roma, a. 1° (2007), p 127-30.
- Santo Mazzarino e Pirandello, in Nuova Antologia, Firenze, CXLIII, n. 2248 (ott.-dic. 2008),p.188-207.
- Gaspare Giudice, in Nuova Antologia, Firenze, CXLIV, n. 2251 (lugl.-sett. 2009), p.133-66.
- Sulla datazione del "Pianto di Roma" e di altre poesie di Luigi Pirandello, in Nuova Antologia,Firenze, CXLV, n.2253 (genn.-mar. 2010).
- Postilla al Pianto di Roma, in Nuova Antologia, Firenze, CXLV, n.2255 (luglio-settembre 2010).
- A proposito di un'edizione delle "Novelle per un anno", in "Belfagor", Firenze, LXVI, n. 2 (31 marzo 2011), p. 197-208.
- Del “Chaos”, di una famiglia nel Risorgimento, e di altre notazioni pirandelliane, Nuova Antologia, genn.-marzo 2017
- Pirandello nel 150° della nascita – prima e seconda parte, Nuova Antologia, Luglio Sett. e Ott.-Dic. 2018
- La lanterninosofia. Nuova Antologia, Ott.-Dic. 2019
- Luigi Pirandello e Manfredi Porena colleghi e amici al Magistero (con le lettere inedite a Manfredi Porena), Nuova Antologia, Genn. Marzo 2022
- Pirandello e Gramsci uniti nelle ceneri, Nuova Antologia, Luglio-Settembre 2023
- Biografi e Biografie, in Nuova Antologia, Ott.-Dic. 2024